# 吉姆·福克斯 (现代五项运动员)
杰里米·罗伯特·“吉姆”·福克斯（英語：Jeremy Robert "Jim" Fox，1941年9月19日—2023年4月28日），英国男子现代五项运动员。他曾参加1964年、1968年、1972年和1976年四届夏季奥运会，其中在1976年奥运会获得男子团体金牌。